# Манавату Юнайтед
Манавату Юнайтед (раніше відомий як «Янг Харт Манавату») (англ. Manawatu United) — колишній напівпрофесійний новозеландський футбольний клуб з міста Палмерстон-Норт, який виступав у прем'єр-лізі АСБ.

## Історія
«Янг Харту Манавату» був утворений в 2004 році для участі в Чемпіонаті Нової Зеландії з футболу (НЗФК). Заснований в Палмерстон-Норт, клуб був єдиним представником регіону в чемпіонаті.
У першому сезоні НЗФК, 2004-2005 років, «Янг Харт Манавату» завершив на останньому місці в чемпіонаті, беззаперечно ставши найгіршою командою в лізі.
Проте, в сезоні 2005-2006 років вони закінчили регулярну частину сезону на другому місці, і за підсумками чемпіонатів Окленд Сіті випередив «Янг Харт Манавату». У попередньому фіналі плей-офф «Янг Харт» програв обидва свої матчі і достроково припинив змаганням у турнірі.
Сезон 2006-07 років був знову вдалим. «Янг Харт» вкотре за підсумками регулярного сезону посів друге місце, цього разу Уайтакере Юнайтед. «Янг Харт» програв у попередньому фіналі в Окленд Сіті і поступилися своїм місцем в O-Лізі.
Сезон 2007-08 років трохи розчарував уболівальників з огляду на успіх у двох попередніх сезонах. «Янг Харт Манавату» закінчив регулярний сезон на шостому місці та суттєво відстав від зони плей-оф.
Команда повернулася до участі в плей-оф в сезоні 2008/09 років, посівши третє місце за підсумками регулярної частини сезону. У першому матчі півфіналу плей-оф проти Окленд Сіті в Палмерстон-Норт команда перемогла з різницею у два м'ячі. У матчі-відповіді Окленд Сіті використав фактор переваги домашнього поля та виграв з рахунком 3-0, таким чином «Янг Харт Манавату» зазнав поразки за сумою двох матчів з рахунком 3:4, пропустивши черговий гранд-фінал та можливість взяти участь в О-Лізі. Окленд Сіті у тому сезоні здобув чергову перемогу у фіналах плей-оф.
Сезон 2009-10 років знову розчарував уболівальників «Янг Харт», оскільки команда завершила регулярну частину сезону на шостому місці, але поступився лише двома очками від місця, яке дозволяло взяти участь у плей-оф. Можливо, основним досягненням сезону була несподівана перемога над Окленд Сіті з рахунком 4:1 на стадіоні «Ківітеа Стріт». Приємний та неприємний водночас момент відбувся під час міжсезоння 2010 року, коли перспективний молодий гравець Корі Четтлібург підписав контракт з професійним голландським клубом Спарта (Роттердам). Це було вагомою втратою для клубу, особливо після завершення невдалого для клубу сезону. Після завершення сезону 2012-13 року клуб не отримав ліцензії для участі в наступному сезоні чемпіонату, а їх місце зайняв спеціально сформований (для підготовки гравців Збірної Нової Зеландії U-20) СК «Вондерерс» починаючи з сезону 2013-14 років, хоча «Янг Харт Манавату» зберегли команду в молодіжному АСБ Прем'єршипі.

## Стадіон
Стадіон «Меморіал Парк» є домашньою ареною клубу «Манавату Юнайтед». Команда проводить тут свої домашні матчі починаючи з сезону 2008–09 років, до цього клуб проводив сої матчі на стадіоні «Арена Манавату». «Меморіал Парк» вміщує приблизно 8 000 уболівальників.

## Клубні рекорди
- Найкращий бомбардир в історії клубу: Бенджамін Тоторі (33)
- Найбільша кількість забитих м'ячів за сезон: Бенджамін Тоторі (24 в сезоні 2006/07 років)
- Найбільша перемога: 8–1 vs. Хоукіс Бей Юнайтед, в сезоні 2005/06 років
- Найбільша поразка: 0–8 vs. Тім Веллінгтон, в сезоні 2007/08 років

## Тренери
- Шейн Рафер (липень 2006 – червень 2008)
- Боб Сова (липень 2008 – червень 2011)
- Стю Джейкобс (липень 2011–2015)

## Виступи в турнірах під егідою ОФК
- Ліга чемпіонів ОФК: 1 виступ
  -  Бронзовий призер (1): 2006 (перемога над Нокіа Іглз  4 – 0)